# Pałac Habsburgów w Bestwinie
Pałac Habsburgów w Bestwinie  wybudowany w 1824 w miejscowości Bestwina. Do 1944 znajdował się w posiadaniu Habsburgów.

## Historia
W 1824 Karol Ludwik Habsburg rozpoczął budowę pałacu na dobrach bestwińskich, przekazanych mu przez księcia Albrechta Kazimierza Sasko-Cieszyńskiego w 1822 r., jednak pierwszy projekt dworu, autorstwa Floriana Jilga, istniał już w 1815. Prace zakończono w 1826 roku. Przez lata pałac był przede wszystkim siedzibą zarządców, mandatariuszy i dzierżawców. W grudniu 1933 roku wraz z rodziną sprowadził się do Bestwiny Leon Karol Habsburg, będący właścicielem ziem. Również w 1933 roku dwór przeszedł gruntowny remot, w trakcie prac wykonano drenaż dookoła budynku, podłączono centralne ogrzewanie, wymieniono podłogi oraz podłączono bieżącą wodę i prąd.
Leon Karol Habsburg zmarł w kwietniu 1939 roku, majątek przeszedł w ręce hrabiny Marii-Klothildy von Thuillières. Po wybuchu II wojny światowej dobra bestwińskie zostały zarekwirowane przez Gestapo, pozwolono jednak rodzinie pozostać na miejscu. Ponieważ hrabina nie zadeklarowała się jako Niemka, nie wypłacono jej odszkodowania za utracone dobra. W 1944, na wieści o zbliżającej się armii ZSRR, Habsburgowie opuścili Bestwinę i przenieśli się do Wiednia. W 1945 dwór został uszkodzony w trakcie trwających walk, a następnie splądrowany.
Po wojnie pałac został upaństwowiony i stał się siedzibą władz gminnych, choć spełniał też inne funkcje. Mieściło się w nim również mieszkanie sekretarza gminy, a od 1947 roku biblioteka. W latach 1954–1974 funkcjonował tu ośrodek zdrowia. W pałacu funkcjonowały też przedszkole i gminny ośrodek kultury.
Od 1998 roku jest siedzibą Urzędu Gminy Bestwina, spełnia także funkcje reprezentacyjne. W dawnym salonie odbywają się sesje Rady Gminy, spotkania i uroczystości.

## Opis
Budynek ma formę czworoboku, zaprojektowany jest w późnym stylu klasycystycznym. Jest częściowo podpiwniczony. Ma zamknięty dziedziniec o kształcie kwadratu, z dwoma wyjściami prowadzącymi wschód i zachód.  W środku występują sklepienia kolebkowe, klasztorne i żaglaste. Front pałacu zwrócony jest na zachód. W zamku jest 18 pokoi mieszkalnych, do których jest dostęp bezpośrednio z korytarza, niektóre mają między sobą wewnętrzne przejścia.

## Park
W skład zespołu pałacowo-parkowego wchodzi park o obszarze 4,5 hektara, którego granice wyznaczają obecne ulice Szkolna, Krakowska i Podzamcze. Od strony południowej graniczył w polami ornymi. Zespół można podzielić na cztery części: park (południowy zachód od pałacu), ogrody warzywne (północny wschód), polany widokowe (zachód) i pola uprawne. Na terenie znajdowały się również zabudowania folwarczne. Wśród drzew rosnących w parku można wymienić dęby. Teren parkowy objęty jest ochroną. Przy bramie wjazdowej w 1962 ustawiono pomnik „Tym co życie oddali Polsce”.